# Fognästjärn
Fognästjärn este o arie protejată (arie specială de conservare — SAC, sit de importanță comunitară — SCI) din Suedia întinsă pe o suprafață de 0,91 ha, integral pe uscat.

## Localizare
Centrul sitului Fognästjärn este situat la coordonatele 65°52′34″N 22°19′39″E / 65.876°N 22.3274°E.

## Înființare
Situl Fognästjärn a fost declarat sit de importanță comunitară în aprilie 2004 pentru a proteja 1 specie de plante. Situl a fost protejat și ca arie specială de conservare în martie 2011.

## Biodiversitate
Situată în ecoregiunea boreală, aria protejată conține 1 habitat natural: Păduri fino-scandinave bogate în ierburi cu Picea abies.
La baza desemnării sitului se află o specie protejată de  plante: Calypso bulbosa.